# Aplonis brunneicapillus
Aplonis brunneicapillus е вид птица от семейство Скорецови (Sturnidae). Видът е застрашен от изчезване.

## Разпространение
Видът е разпространен в Папуа Нова Гвинея и Соломоновите острови.